# ویلیمانتیک (کنتیکت)

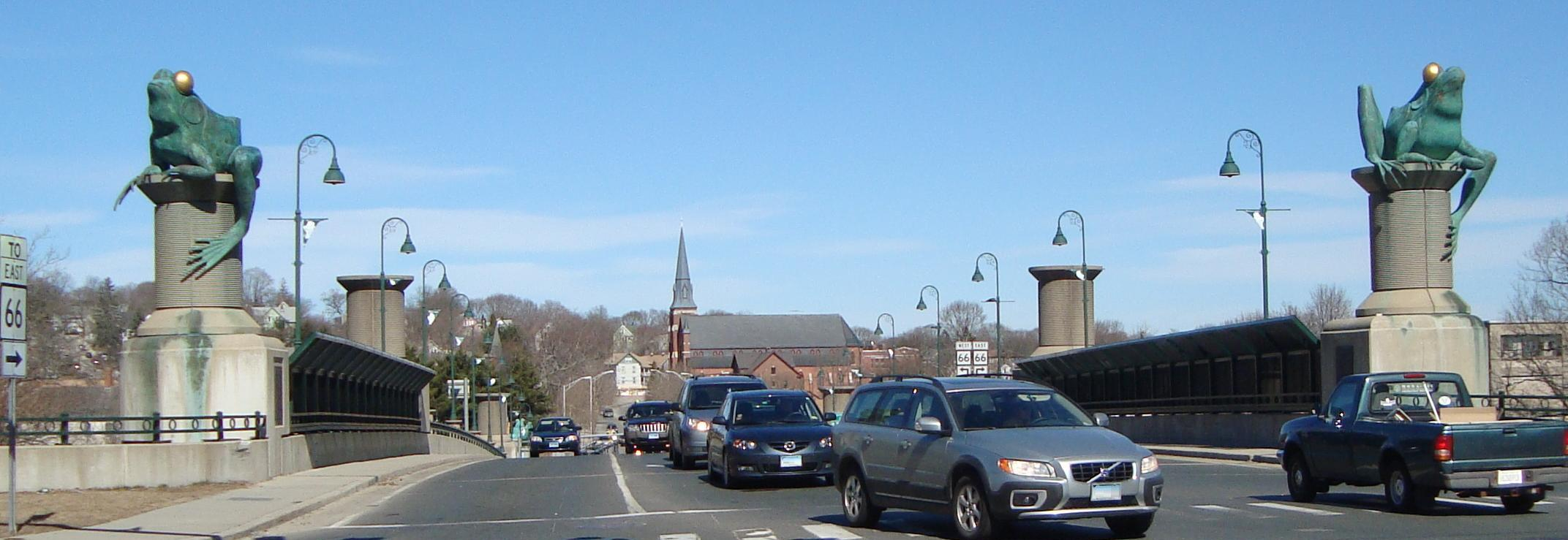
مجسمه‌های بزرگ قورباغه‌ها و قرقره‌های ریسندگی بر روی پل اصلی ویلیمانتیک

ویلیمانتیک، کنتیکت (به انگلیسی: Willimantic, Connecticut) روستایی واقع در شهر ویندهام بخش ویندهایم، کنتیکت در ایالات متحده می‌باشد. در سال ۱۸۹۳ ویلیمانتیک به عنوان شهر ثبت شد و در سال ۱۹۸۳ عنوان شهر از این مکان سلب گردید. بر طبق سر شماری سال ۲۰۰۰ جمعیت آن ۱۵،۸۲۳ نفر بود. در گذشته این شهر مرکزی برای صنعت نساجی و پارچه‌بافی به شمار می رفت. امروزه دانشگاه ایالتی کنتیکت شرقی و موزه تاریخ پارچه در آن واقع شده‌اند. در سال ۱۸۹۳ به عنوان بخشی از شهر ویندهام در آمد. ویلیمانتیک محل تولد سناتور آمریکا از ایالت کنکتیکت، کریستوفر داد می‌باشد.

## نگارخانه

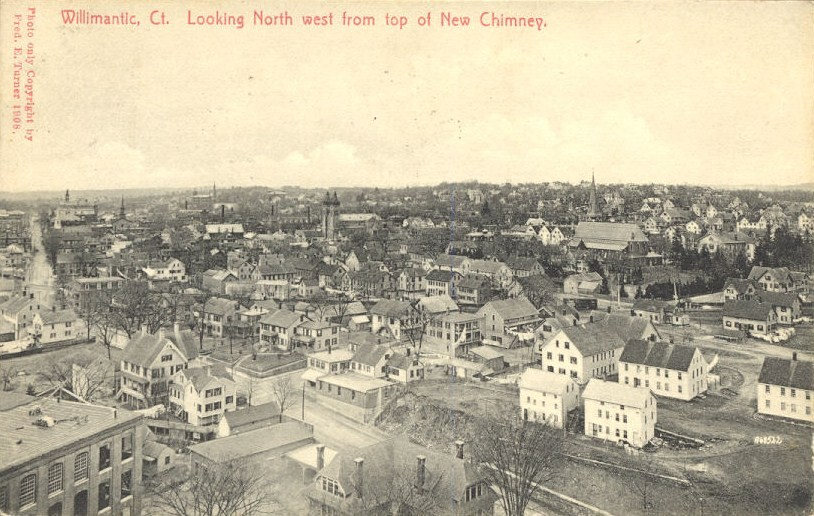
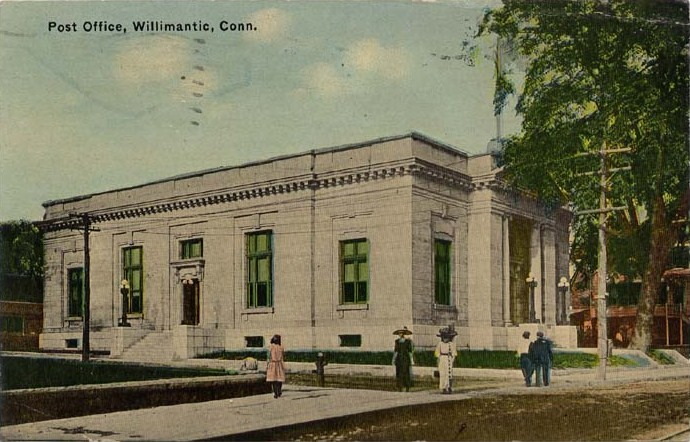

## دانشگاه‌ها
- دانشگاه ایالتی کنتیکت شرقی در ویلیمانتیک واقع شده است.